# 구만섭
구만섭(丘萬燮, 1966년~)은 대한민국의 공무원이다. 본관은 평해이며, 충청남도 서천군 출신이다. 2021년부터 제주특별자치도 행정부지사 겸 도지사 권한대행이다.

## 학력
- 대신고등학교 졸업
- 1985~1992 국민대학교 정치외교학 학사 졸업

## 경력
- 38회 행정고시 합격
- 총무처 입문
- 애틀란타 총영사관 영사
- 대통령실 인사비서관실 행정관
- 2012.08 행정안전부 정보문화과 과장
- 2013.05 안전행정부 창조정부기획과장
- 행안부 장관실 비서실장
- 2015.05 국민대통합위원회 기획정책국장
- 행정자치부 과거사관련업무지원단장
- 2017.09 지방자치인재개발원 교수 부장
- 2018.10~2020.06 제28대 충청남도 천안시 부시장
- 2019.11~2020.04 충청남도 천안시 권한대행
- 2020.06~2021.06 행정안전부 정책기획관
- 2021.06~2023.01 제주특별자치도 행정부지사
- 2021.08~2022.06 제주특별자치도 도지사 권한대행
- 2023.01~2023.09 국가기록원장
- 유네스코 국제기록유산센터 이사장
- 2023.09~2023.10 행정안전부 차관보
- 2023.10~2024.07 대통령비서실 정무수석실 자치행정비서관
- 2024.07~2025.06 대통령비서실 정무수석실 지방시대비서관

## 가족 관계
- 아버지: 구병황(~2022년 5월 24일)
- 형제동생: 구금섭, 구경섭, 구순호, 구연호, 구순복